# Ossama Mohammed
Ossama Mohammed (àrab: أسامة محمد, Usāma Muḥammad; Latakia, Síria, 21 de març de 1954) és un realitzador, director de cinema, i guionista sirià.
El 1979, es va graduar amb una llicenciatura, per la Universitat Panrussa Gueràssimov de Cinematografia de Moscou, Rússia (VGIK). El 1983, va treballar com a assistent de direcció de Mohammad Malas a Ahlam al-Madina (Somnis de la ciutat). El 1988 amb Nudjum al-nahar va guanyar la Palma d'Or a la IX edició de la Mostra de València.
La seva pel·lícula Sunduq al-dunyâ va ser estrenada en la Secció Un certain regard del 55è Festival Internacional de Cinema de Canes de 2002. El 2014 va presentar el seu documental Ma'a al-Fidda
Quan Ossama Mohammed va sortir de Síria cap a Canes, al maig de 2011, no sabia que no usaria el seu bitllet de retorn. No obstant això, després de prendre part en un panell de debat sobre «Fer pel·lícules en una dictadura», se'l va avisar que no seria segur volar de retorn. Després de quatre dècades de cinema de ficció sota el govern dictatorial de dues generacions d'Assad, el veterà director sirià se sentia impossibilitat políticament de tornar al seu país. Des d'aleshores viu exiliat a París.

## Filmografia
- Khutwa Khutwa (1978)
- Stars in Broad Daylight (1988)
- Al-Lail (guionista) (1992)
- Sunduq al-dunyâ (2002)[11]
- Ma'a al-Fidda (2014)[12]

### En TV
- 60 Minutes (sèrie documental)[13]